# Hommage à Haydn
L'Hommage à Haydn est une œuvre musicale de Claude Debussy écrite pour piano, composée dans le cadre de l'ouvrage collectif Hommage à Joseph Haydn impulsé par Jules Écorcheville pour la Revue musicale S.I.M. afin de célébrer le centenaire en 1909 de la mort de Joseph Haydn.

## Présentation
L'Hommage à Joseph Haydn est une commande de Jules Écorcheville pour la Revue musicale de la Société Internationale de Musique et son numéro spécial consacré à Haydn à l'occasion du centenaire de la mort du compositeur autrichien. Outre Debussy, participent à cette livraison Maurice Ravel, Paul Dukas, Reynaldo Hahn, Vincent d'Indy et Charles-Marie Widor. 
La partition de Claude Debussy, Hommage à Haydn, est composée en mai 1909, publiée dans la revue sous le titre de « Sur le nom d'Haydn » en janvier 1910, puis la même année en édition séparée par Durand sous le titre de « Hommage à Haydn ».

## Création
La création se déroule à la salle Pleyel le 11 mars 1911 en compagnie des autres œuvres constituant l'Hommage à Joseph Haydn, dans le cadre d'un concert de la Société nationale de musique, avec Ennemond Trillat au piano.

## Analyse
L’œuvre est construite autour d'un motif imposé, bâti sur la transposition en notes du nom de Haydn, « H.A.Y.D.N. » (si.la.ré.ré.sol).  

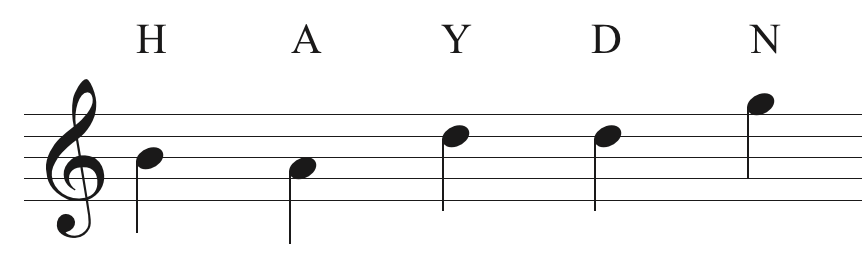
Motif musical sur le nom de Haydn utilisé par Claude Debussy.

Le procédé consiste, tel le motif BACH, à donner aux lettres de l'alphabet une correspondance sous forme de notes de musique : c'est un cryptogramme musical (ou une anagramme musicale selon la terminologie du musicologue Jacques Chailley). La « clé » utilisée, qualifiée « d'allemande » par Jacques Chailley, dans le sens où le si naturel n'est pas représenté par un « B » comme en anglais mais par un « H » comme en allemand (selon la désignation des notes de musique en fonction de la langue), peut se visualiser ainsi :      
| do | ré | mi | fa | sol | la | si |
| -- | -- | -- | -- | --- | -- | -- |
| –  | –  | –  | –  | –   | A  | Bb |
| C  | D  | E  | F  | G   | I  | H  |
| J  | K  | L  | M  | N   | O  | P  |
| Q  | R  | S  | T  | U   | V  | W  |
| X  | Y  | Z  |    |     |    |    |

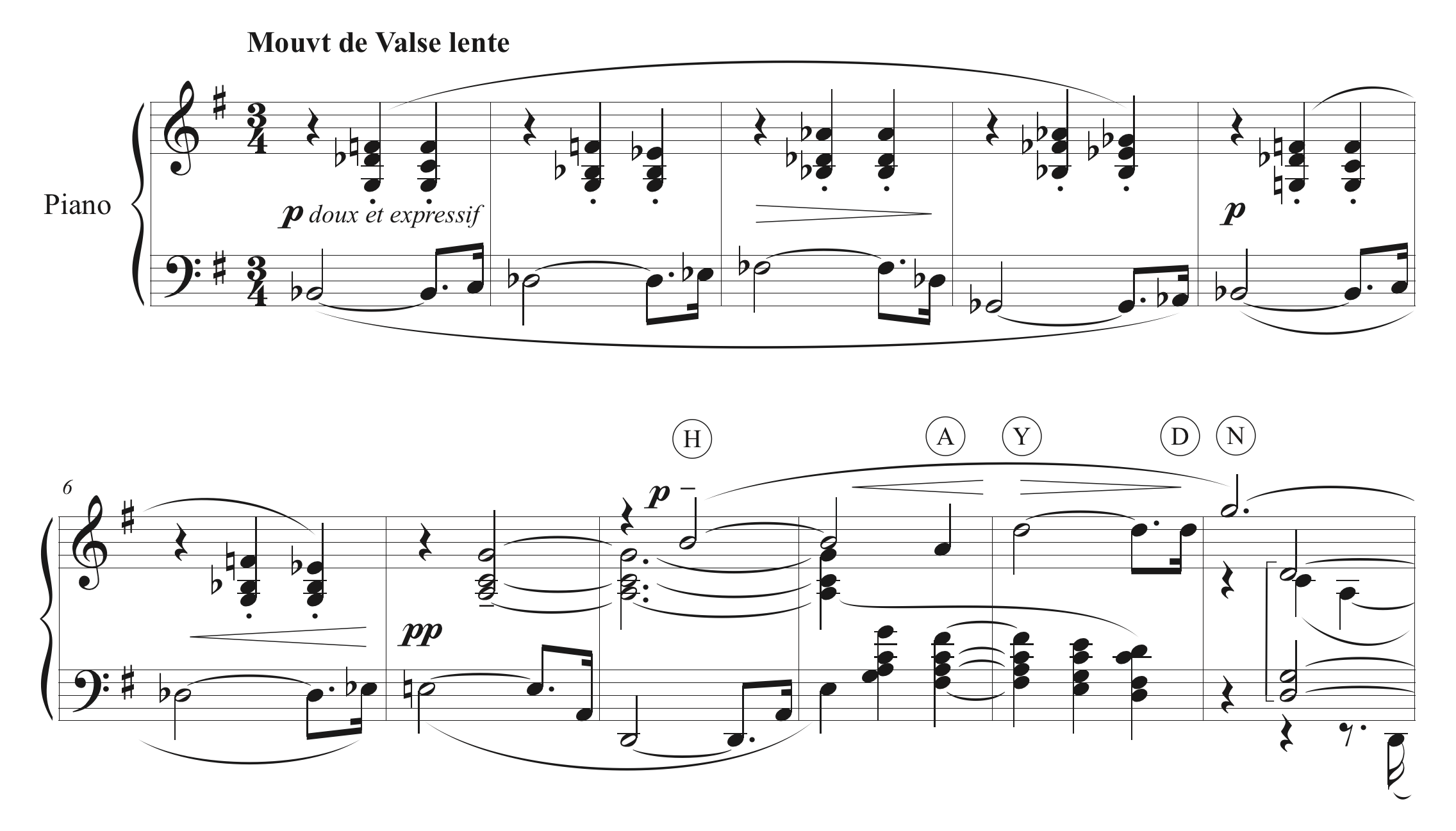
Les premières mesures de lHommage à Haydn de Debussy, avec indication du motif HAYDN.

La pièce est écrite dans un mouvement de valse lente,.
Guy Sacre considère l'Hommage à Haydn comme un « exercice d'écriture » :
« Après un court prélude, lointain et désabusé, qui constitue le meilleur moment de l’œuvre, avec sa façon de différer le ton de sol majeur (mouvement de valse lente), le thème est tour à tour diminué en guirlandes de doubles croches (vif), augmenté en choral à la basse et au soprano, fragmenté dans le suraigu (retenu), dérythmé au-dessus d'un staccato obstiné de la main gauche (peu à peu animé), traité en accords placides, pianissimo, avant deux mesures du prélude, et une dernière arabesque qui file trouer l'aigu du piano. »
« Page de circonstance » selon Harry Halbreich, le musicologue admire néanmoins « la souplesse des métamorphoses rythmiques auxquelles Debussy soumet un motif bien peu engageant au départ. »
La durée d'exécution moyenne de l’œuvre est de deux minutes environ.
Dans le catalogue des œuvres du compositeur établi par le musicologue François Lesure, l'Hommage à Haydn porte le numéro L 123 (115) .

## Discographie
- Hommage à Joseph Haydn, Hommage à Albert Roussel, Hommage à Gabriel Fauré, Margaret Fingerhut (en) (piano), Chandos Records, CHAN 8578, 1988.
- Debussy : Piano works Vol. 5, François-Joël Thiollier (piano), Naxos 8.553294, 2001.
- Debussy : Complete Works for Piano, Volume 3, Jean-Efflam Bavouzet (piano), Chandos, CHAN 10467, 2008.
- Hommage à Joseph Haydn, Manfred Wagner-Artzt (piano), Gramola 98831, 2008.
- Claude Debussy : The complete works, CD 3, Aldo Ciccolini (piano), Warner Classics, 2018.
- Origins, Ivana Gravić (piano), Rubicon RCD 1038, 2019[13].

### Éditions
- Hommage à Joseph Haydn : Six pièces pour piano-forte, Revue musicale mensuelle de la S.I.M., 15 janvier 1910[2].
- Claude Debussy, Hommage à Haydn, Durand & Cie, 1910[14].

### Ouvrages
- Michel Duchesneau, L'Avant-garde musicale et ses sociétés à Paris de 1871 à 1939, Paris, Éditions Mardaga, 1997, 352 p. (ISBN 2-87009-634-8).
- Harry Halbreich, « Claude Debussy », dans François-René Tranchefort (dir.), Guide de la musique de piano et de clavecin, Paris, Fayard, coll. « Les Indispensables de la musique », 1987, 867 p. (ISBN 978-2-213-01639-9, OCLC 17967083), p. 288-324.
- François Lesure, Claude Debussy, Paris, Fayard, 2003, 614 p. (ISBN 2-213-61619-1).
- Guy Sacre, La musique de piano : dictionnaire des compositeurs et des œuvres, vol. I (A-I), Paris, Robert Laffont, coll. « Bouquins », 1998, 2998 p. (ISBN 2-221-05017-7), p. 946.

### Articles
- Jacques Chailley, « Anagrammes musicales et "langages communicables" », Revue de musicologie, vol. 67, no 1,‎ 1981, p. 69–79 (lire en ligne, consulté le 21 septembre 2020).

### Thèse
- (en) Jean-Philippe Soucy, Six French composers’ homage to Haydn : an analytical comparison enlightening their conception of tombeau, McGill University, 2009 (lire en ligne).